# Aktinidin (derivat piridina)
Aktinidin je derivat piridina koji je prisutan u eteričnom ulju iz korena biljke  i biljci Actinidia polygama. Aktinidin je feromon za više insekata. Actinidin je isto tako feromon za mačke, i ima slično dejstvo sa nepetalaktonom, aktivnim sastojkom iz biljke Nepeta cataria.